# Волфрам II фон Вертхайм
Волфрам II фон Вертхайм (на немски: Wolfram II von Wertheim; * ок. 1108; † 1157 или 1158) е граф на Вертхайм.

## Произход
Той е син на граф Волфрам I фон Вертхайм (* ок. 1097; † сл. 1116). Брат е на Крафт (о) фон Швайнберг († сл. 1144/ сл. 1168), Дитер фон Вертхайм († сл. 1165), женен, и на Адела фон Вертхайм († сл. 1157).

## Фамилия
Волфрам II се жени и има децата:
- Герхард фон Вертхайм (* ок. 1130/1160), баща на граф Попо I фон Вертхайм (* ок. 1148; † 1212)
- Херман († сл. 1165/сл. 1170)